# Anna Rita Del Piano
Anna Rita Del Piano (Cassano delle Murge, 26 juli 1966) is een Italiaans actrice voor films en theater.
In haar jeugd verhuisde ze naar Rome.

## Film
- La balia, de Marco Bellocchio : capo-balia (1998)
- Senza movente de Luciano Odorisio : Anna (1999)
- I terrazzi de Stefano Reali, : Amanda (2000)
- Il tramite de Stefano Reali, : madre di Rollo (2002)
- La signora de Francesco Laudadio, ruolo Presidente Croce Rossa (2002)
- Tornare indietro de Renzo Badolisani, : madre di Rocco (2002)
- Le bande di Lucio Giordano, : protagonista (2006)
- Amore 14 di Federico Moccia, : fioraia (2009)
- Focaccia Blues de Nico Cirasola, : cassiera del cinema (2009)
- L'uomo Nero de Sergio Rubini : Vedova Pavone (2009)
- Che bella giornata de Gennaro Nunziante : Madre di Checco Zalone (2010)
- Il Tempo che Tiene de Francesco Marino : Isabella (2010)
- E la chiamano estate de Paolo Franchi : prostituta (2011)
- Operazione vacanze de Claudio Fragasso : Vanessa(2011)
- Quando il sole sorgerà d'Andrea Manicone : Anna (2011)
- Una vita da sogno de Domenico Costanzo : Giovanna (2011)
- Cinema Italia d'Antonio Domenici : Anna (2012)
- Outing “Fidanzati per sbaglio” di Matteo Vicino, ruolo: Madre di Riccardo (2012)

## Theater
- Zapping regia di L. Cecinelli commedia musicale con Olimpia Di Nardo (1996)
- Anche al Boss piace Caldo regia di S. Ammirata (1997)
- SPQR - Se Parlasse Questa Roma regia di F. Fiorentini (1997)
- Tu sai che io so che tu sai (Estate romana) F. Fiorentini (1997)
- La Corona Rubata regia di Raffaella Panichi (1998)
- Molly and Dedalus tratto da Ulysse de Joyce regia di P. Di Marca (1998)
- Parsifal regia di D. Valmaggi (1998)
- Strano, Stranissimo anzi Normale commedia musicale, regia di V. Boffoli (2004)
- Lo scherzo regia di A. Zito, ruolo: protagonista (1999)
- Un Viaggio chiamato Amore regia di Michele Placido (2002)
- Orfeo agli Inferi operetta regia di L. Cavallo (2003)
- Pierino e il Lupo opera musicale dal M. A .Murzi, ruolo: protagonista (2003)
- Giravoce regia di L .Monti con Daniele Formica, ruolo: protagonista (2004)
- Recital Cesira tratto dal romanzo “La Ciociara” con musiche di A.Pelusi (2004)
- Souvenir dell’operetta regia di L. Cavallo (2004)
- Yerma e le Altre regia di D.Ferri e G.Mazzeo, ruolo: Medea-coprotagonista (2005)
- Ruzantimando regia di Nino Fausti ruolo: Gnua-protagonista (2006)
- Casa Bardi nascita del Melodramma regia di Stefano Dionisi(2007)
- Edipo Re regia di Pino Cormani ruolo: Giocasta (2007)
- Operina Rock regia di M.Inversi e musiche di C.Gangarella, ruolo: protagonista
- Camerata Bardi da C. Monteverdi ad A. Morricone regia di Claudio Insegno (Teatro Nazionale) (2008)
- Casa di Bernarada Alba regia di Daniela Ferri, ruolo: Ponzia (2008)
- Due Cose Amare e una Dolce regia di Buch Morris (Museo Arti e Trad.Popolari) (2008)
- Ruzzantimando regia di Nino Fausti ruolo: Gnua (2008)
- Arie di Napoli regia di Pino Cormani (2009)
- Ombretenue omaggio a Billie Holiday regia di Rosi Giordano, ruolo: protagonista (2009)
- Monologo “Portapporta” Premio Fiorenzo Fiorentini ”Amore per Roma” (Finalista) (2010)
- Come prendere 2 piccioni con una fava regia di L. Manna, ruolo: Concetta (2011)
- Nulla è Cambiato da un testo di Paola Aspri regia di Rosi Giordano, ruolo: Angela-Astrologa (2011)